# ويليام فرنسيس ألين
ويليام فرنسيس ألين (بالإنجليزية: William Francis Allen)‏ هو عالم لغوي كلاسيكي أمريكي، ولد في 5 سبتمبر 1830 في نورثبورو في الولايات المتحدة، وتوفي في 9 ديسمبر 1889 في ماديسون في الولايات المتحدة.